# Hauptstrasse 111
Die Hauptstrasse 111 ist eine Schweizer Hauptstrasse im Kanton Genf und eine Hauptachse der Agglomeration Genf. Sie verbindet das Stadtzentrum mit dem Grenzübergang zu Frankreich bei Thônex.
Die verschiedenen Abschnitte der Strasse tragen die Bezeichnungen Rue Ferdinand-Hodler, Route de Malagnou und Route Blanche.

## Verlauf
Die Strasse beginnt östlich der Altstadt von Genf am Boulevard Hélvetique. Sie führt durch die Stadtquartiere Malagnou und Eaux-Vives und erreicht bei La Florence das Gemeindegebiet von Chêne-Bougeries. Bei Bougeries-Clapeau überquert sie den Fluss Seymaz und erreicht kurz danach das Gebiet von Chêne-Bourg und dann Thônex, wo sie mit der Bezeichnung Route Blanche (deutsch «Weisse Strasse») als vierspurige, richtungsgetrennte Schnellstrasse angelegt ist.
Beim Quartier Adrien-Jeandin endet die Hauptstrasse an der Zollstation Thônex-Vallard an der Landesgrenze mit Frankreich vor dem Grenzfluss Foron. In der französischen Gemeinde Gaillard mündet die Strasse in die Autoroute A411. Dieses Autobahnstück wurde 1973 als erster Abschnitt der Schnellstrasse Autoroute A 40 eröffnet, die als Autoroute Blanche («Weisse Autobahn») den Raum Genf mit dem Hochgebirge in den Alpen verbindet.
500 Meter nördlich der Hauptstrasse 111 führt auch die Hauptstrasse 102 zu einem Grenzübergang mit Frankreich.